# José Guillermo Mora Noli
José Guillermo Mora Noli (24 de diciembre de 1923 – 4 de enero de 1982) fue un profesor, escultor y artista panameño, precursor del arte autóctono y considerado una figura seminal dentro de la escultura nacional.
Realizó más de 300 obras escultóricas, grabados y pinturas,  entre las cuales destacan el monumento a la heroína Rufina Alfaro en La Villa de Los Santos y las esculturas Pro Mundi Beneficio y Maternidad, esta última exhibida en la Escuela de Artes y Oficios Melchor Lasso de la Vega.  
Creó el cilindrismo, un estilo y expresión artística propia plasmados a través de la revista Cilíndrica, de la cual se publicaron siete ediciones entre 1956 a 1966.

## Educación
Inició sus estudios en la Escuela de Bellas Artes con el pintor Humberto Ivaldi y Carlos Villaláz y luego en dos importantes centros de Estados Unidos: la Liga de estudiantes de arte de Nueva York y el Instituto de Arte de Chicago.

## Premios y reconocimientos
En 1936, a los trece años, ganó el primer premio de la Exposición de Niños Artistas de Cinco Continentes realizada en San Luis, Misuri.
En 1942, su obra Pro Mundi Beneficio en honor al Canal de Panamá, obtiene el primer lugar en el premio internacional de escultura, organizado por el Ministerio de Educación de Panamá. 
En agosto de 1944 realiza una exposición de 75 de sus obras en la Universidad Interamericana de Panamá, las cuales incluían escultura, dibujos y maquetas.  Al acto inaugural asistió el entonces presidente de la República de Panamá, Ricardo Adolfo de la Guardia y el ministro de educación José Isaac Fraguela, además del rector de la Universidad de Panamá Octavio Méndez Pereira.
En 1943 realiza el busto a Justo Arosemena que se encuentra en el patio de la Facultad de Derecho de la Universidad de Panamá.

## Monumento en honor a los próceres santeños: Rufina Alfaro
En 1947, el presidente de Panamá, Enrique A. Jiménez comisionó a Mora Noli la realización de la estatua a la heroína santeña Rufina Alfaro.  Esta obra es el primer monumento público de esta envergadura realizado por un artista nacional.  Se encuentra en la  Villa de Los Santos.

## Algunas obras
- Busto a Amador Guerrero en piedra
- La Maternidad: estatua de la virgen milagrosa del monumento a la madre en la Escuela de Artes y Oficios Melchor Lasso de la Vega.  Hecha en granito, mide 5.5 pies de alto por 1.5 pies de ancho y fue esculpida en cinco bloques.[8]
- Estatua a Victoriano Lorenzo
- Busto de Poncai
- Estatua de Anayansi, mármol
- Mural en la Lotería Nacional de Beneficencia: realizada en 1977 e instalada en la sede de la Lotería Nacional de Beneficencia de Panamá en 1979.  Obra en aluminio que representa la historia de la Lotería Nacional de Beneficencia desde la ley que autorizó al gobierno colombiano en 1882 hasta la ley del presidente Belisario Porras en 1914.  Se destaca por las composiciones cilíndricas y resalta los distintos edificios en los que estuvo ubicada la institución durante este periodo.[9]